# Clădirea fostei școlii orășenești de meserii (Grigoriopol)
Clădirea fostei școlii orășenești de meserii este o clădire amplasată pe str. K. Marx, 185 în Grigoriopol, Republica Moldova. Este un monument istoric de importanță națională inclus în Registrul monumentelor Republicii Moldova ocrotite de stat cu nr. 472 (raionul Grigoriopol). Datează din anii 1860.